# Давид ди Донателло 1962
7-я церемония вручения наград премии «Давид ди Донателло» состоялась 29 июля 1962 года в Театре в Тавромении.

## Номинанты и победители

### Лучшая режиссура
- Эрманно Ольми — Вакантное место

### Лучший продюсер
- Анджело Риццоли — Собачий мир (ex aequo)
- Дино Де Лаурентис — Трудная жизнь (ex aequo)

### Лучшая мужская роль
- Раф Валлоне — Вид с моста

### Лучшая иностранная актриса
- Одри Хепбёрн — Завтрак у Тиффани

### Лучшая иностранный актёр
- Энтони Перкинс — Любите ли вы Брамса? (ex aequo)
- Спенсер Трейси — Нюрнбергский процесс (ex aequo)

### Лучший иностранный фильм
- Нюрнбергский процесс, режиссёр Стэнли Крамер

### David speciale
- Марлен Дитрих
- Леа Массари